# Sicard IX de Lautrec
Pour les articles homonymes, voir Sicard de Lautrec.
Sicard IX de Lautrec (1260-1315) est vicomte de Lautrec de 1284 à sa mort. Il est aussi seigneur d'Ambres et propriétaire du château éponyme.

## Biographie
Né en 1260, Sicard IX de Lautrec est membre de la famille de Lautrec, et fils du vicomte Amalric Ier de Lautrec et de Alix Alaman. À la mort de son père en 1284, Sicard IX n'hérite que d'un seul huitième de la vicomté : en effet, il partage le reste avec certains de ses cousins.
Après 1307 et avec son fils Amalric III, il entre en conflit avec les seigneurs de Castres, qui sont alors Jean V de Vendôme et Éléonore de Montfort. Il soutient en effet Gui de Comminges, seigneur de Giroussens, de Lombers et du bas-albigeois, qui lutte contre sa tante Eléonore car cette dernière veut prendre possession du bas-albigeois. Ils commettent de nombreux crimes, notamment contre les officiers royaux. Sicard IX réunit même une armée et marche sur Castres, avec soixante hommes d'armes et près de 500 fantassins. Un premier arrêt royal de 1330 donne raison à Eléonore pour la gestion de biens qu'elle partagent avec ses neveux (dont Gui). L'intervention du comte Bernard VIII de Comminges, frère de Gui, permet de parvenir à un traité en 1332, qui divise les terres entre Eléonore et Gui. En 1333, le roi Philippe VI rend des lettres de rémission pardonnant les crimes d'Amalric III et de 80 chevaliers et écuyers.

## Mariage et postérité
Sicard IX de Lautrec épouse Philippa d'Uzès, fille de Decan II d'Uzès. De cette union est seulement issue Ermengarde de Lautrec (1290 - ), épouse de Bertrand V de Cardaillac. Sicard IX a deux autres enfants, dont on ne connait pas la mère :
- Hélix de Lautrec (1285 - ), épouse de Pierre III de Voisins
- Amalric III de Lautrec (1295 - 1343), son héritier.